# Masaï (race ovine)
Pour les articles homonymes, voir Masaï (homonymie).
La Masaï ou Masaï rouge (ou Maasaï rouge, en anglais : Red Maasai ou Tanganyika short-tailed sheep) est une race ovine de mouton à poils et à queue grasse que l'on trouve en Afrique de l'Est. Présente au Kenya, en Tanzanie et en Ouganda, elle est élevée principalement pour sa viande par le peuple Maasaï, éleveurs et guerriers semi-nomades. Au Kenya, elle est localement appelée Enker Nanyoike.

## Origine et répartition
Son origine exacte est inconnue mais elle se serait développée au Kenya depuis le 15e siècle.
La race est présente le long de la vallée du Grand Rift, dans le sud du Kenya, au nord de la Tanzanie et en Ouganda.

## Description
C'est un grand mouton à queue grasse, au pelage rouge parfois brun ou pie et haut sur pattes. Il porte une poche de graisse au niveau de la queue qui est courte. Le bélier peut atteindre une taille de 73 cm pour 45 kg. Les deux sexes n'ont pas de cornes bien que le bélier puisse parfois en porter une petite paire.

## Élevage et production

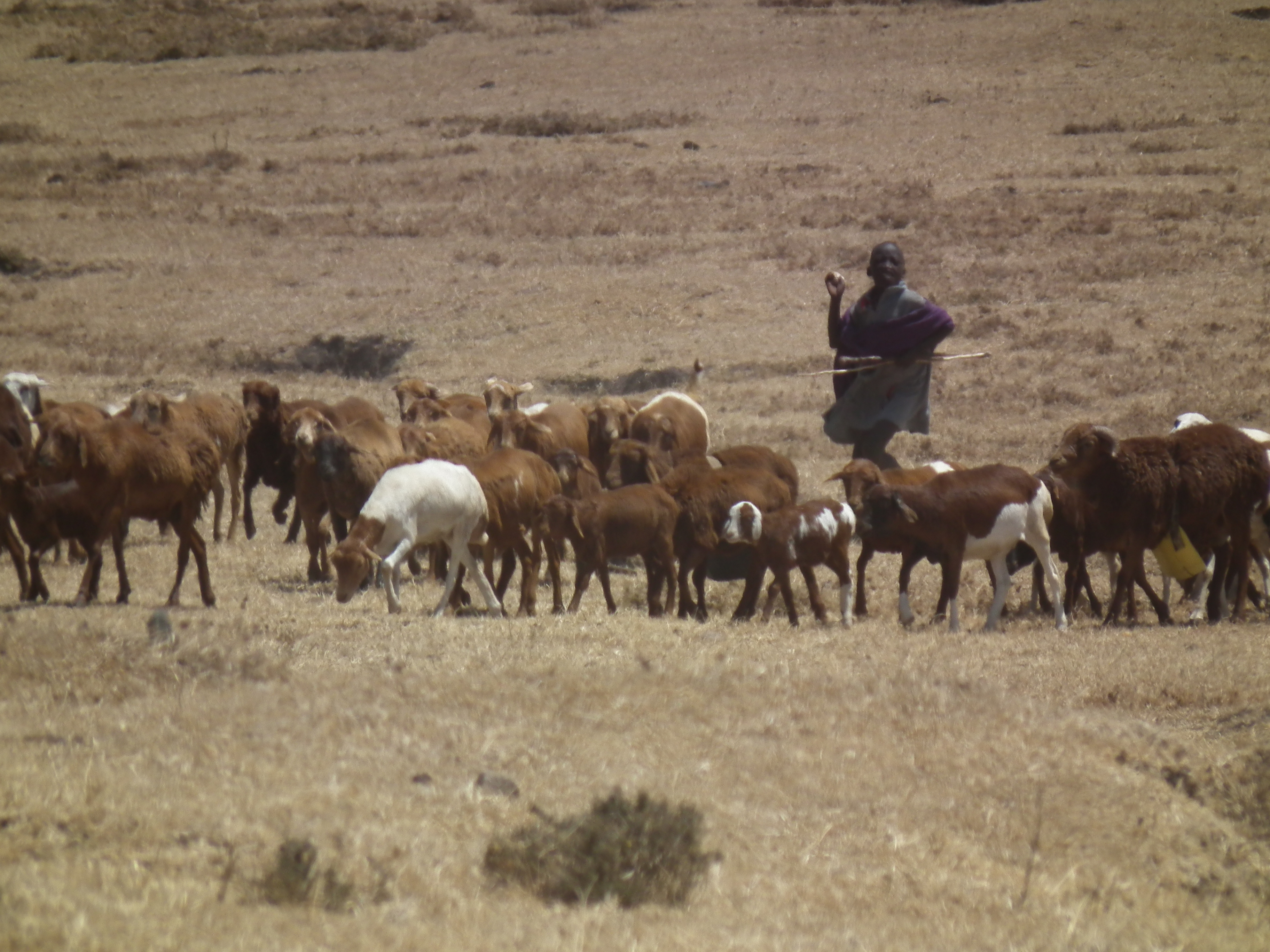
Jeune berger et son troupeau en Tanzanie.

Race indigène rustique, le Masaï est bien adapté aux milieux aride et semi-aride et peut résister à de longues périodes de sécheresse. Il présente également une forte résistance génétique aux maladies locales et en particulier aux parasites intestinaux comme le ver Haemonchus contortus. Élevés par les Maasaï et d'autres ethnies nomades et semi-nomades, les troupeaux se déplacent beaucoup pour rechercher de nouveaux pâturages. Ils sont parfois la proie des prédateurs locaux comme les lions. La période de reproduction a lieu lors de la saison des pluies et lorsque le berger souhaite empêcher la reproduction, il peut soit séparer les béliers du troupeau soit faire porter un tablier aux brebis. La brebis donne naissance à un agneau, rarement deux.
La race a de multiples usages. Elle est surtout utilisée pour nourrir les populations ; la viande étant une importante source de protéines. Les animaux sont aussi abattus à l'occasion de fêtes ou de cérémonies comme les mariages ou des sacrifices mystico-religieux. Les brebis sont traites pour leur lait et le cuir sert à la confection de vêtements.
L'évolution de la société moderne et le changement climatique ont poussé les Maasaï à se sédentariser dans certaines zones. Ils mettent en place diverses cultures (malgré le tabou leur interdisant de creuser la terre) et limitent la taille des troupeaux tandis que les jeunes quittent les villages pour se rendre dans les villes.

### Richesse culturelle
L'histoire de la race est fortement liée au peuple Maasaï. Le bétail a une place importante dans leur culture. Selon leurs traditions, c'est le dieu de la pluie qui leur a confié le bétail lors de la séparation de la Terre et du Ciel. Le premier animal choisi fut un mouton Masaï.
Chez les Samburu, le mouton Masaï a une place socio-culturelle importante. Lors de la circoncision, le jeune garçon doit porter une peau de mouton. Un mouton est abattu lors de la naissance d'un enfant ou lors du passage à l'âge adulte d'un jeune homme. Le mouton est également très présent dans la médecine traditionnelle ; par exemple, sa graisse guérirait les morsures de serpents.

## Menaces et sauvegarde
Dans les années 1970, le Dorper est importé d'Afrique du sud en raison d'une meilleure croissance. Le gouvernement kényan encourage l'utilisation du Dorper, espérant améliorer la ressource en viande. Avec le temps, les moutons hybrides de Dorper / Masaï sont devenus courants tandis que le Masaï de pure race est devenu difficile à trouver. Mais ce choix a été mis à mal par les changements climatiques. Plusieurs sécheresses successives ont fortement touché les troupeaux de Dorper, et seuls les hybrides survivent difficilement. En outre le Dorper souffre d'une plus forte mortalité des jeunes que le Masaï (66% contre 28%).
Au 21e siècle, l'état exact des populations est inconnu mais les diverses études font remonter une chute très rapide des effectifs. Elle est localement considérée comme en danger d'extinction. Des efforts sont réalisés pour sauvegarder la race non seulement pour sa ressource génétique mais aussi pour son intérêt culturel au sein de la communauté Maasaï,.
Sa résistance aux Helminthes a poussé des éleveurs à importer la race dans d'autres pays comme l'Australie et la Nouvelle-Zélande,.

### Autres variétés locales
Il existe plusieurs variétés du mouton Masaï sous divers noms :
- le Samburu, de couleurs variables dans le nord du Kenya
- le Busia en Ouganda près de la frontière kényane
- le Kipsigis ou Lumbwa dans l'ouest du Kenya
- le Randile, de couleurs variables à l'est du Lac Turkana
- le mouton indigène des peuples Luo et Nandi
- le Bukusu dans l'ouest du Kenya